# دایونگ
ایم دا-یونگ (کره‌ای: 임다영؛ زادۀ ۱۴ مۀ ۱۹۹۹) همچنین با نام هنری دایونگ شناخته می‌شود، خواننده و بازیگر اهل کره جنوبی است. او یکی از اعضای گروه دخترانۀ کازمیک گرلز است. او در مجموعۀ انقلاب عشق (۲۰۲۰) نقش اوه آه-رام را بازی کرد.